# Whitehouse
Whitehouse fue un polémico dúo británico e inglés de música noise, pionero en el power electronics, formado en 1980 en Londres. Son conocidos por sus letras e imágenes controvertidas (usualmente interpretadas como misóginas y extremadamente violentas). Su nombre es una burla a Mary Whitehouse, activista moralista británica.
El grupo fue fundado por William Bennett teniendo este solo 18 años, pronto se unieron Philip Best y el muy polémico escritor Peter Sotos. Best se unió a los 14 años de edad luego de haberse fugado de su casa para ir a un show de la banda. Sotos abandonó la banda en el 2002, pasando de ser un trío a un dúo hasta su disolución, como fue en sus primeros años.
Desde 1988 la banda ha estado trabajando con el renombrado productor Steve Albini. El arte de muchos de sus discos es diseñado por el controvertido ilustrador Trevor Brown conocido por sus ilustraciones que incluyen violencia, sadomasoquismo y pedofilia.

## Discografía

### Álbumes principales
- Birthdeath Experience - (1980) (Reed. 1993)
- Total Sex - (1980) (Reed. 1983)
- Erector - (1981) (Reed. 1995)
- Dedicated To Peter Kürten - (1981) (Reed. 1996)
- Buchenwald - (1981) (Reed. 1996)
- New Britain - (1982) (Reed. 1996)
- Psychopathia Sexualis - (1982)
- Right To Kill - (1983)
- Great White Death - (1985) (Reed. 1991, 1997)
- Thank Your Lucky Stars - (1990) (Reed. 1997)
- Twice Is Not Enough - (1992) (Reed. 1999)
- Never Forget Death - (1992)
- Halogen - (1994)
- Dictator - (1995)
- Quality Time - (1995)
- Mummy And Daddy - (1998)
- Cruise - (2001)
- Bird Seed - (2003)
- Asceticists 2006 - (2006)
- Racket 2007 - (2007)

### En vivo y compilados
- Cream Of The Second Coming [Compilado] - (1990)
- Another Crack Of The White Whip [Compilado] - (1991)
- Tokyo Halogen [En vivo] - (1995)